# Chapultepec de Pozos
Chapultepec de Pozos es una localidad de México localizada en el municipio de San Agustín Tlaxiaca en el estado de Hidalgo.

## Geografía
Se encuentra en la región geográfica del Valle del Mezquital. A la localidad le corresponden las coordenadas geográficas 20° 07’ 44.766” de latitud norte y 98° 50’ 26.078” de longitud oeste, con una altitud de 2454 m s. n. m. Cuenta con un clima templado subhúmedo con lluvias en verano, de menor humedad.
En cuanto a fisiografía se encuentra en la provincia del Eje Neovolcanico, dentro de la subprovincia de Sierras y Llanuras de Querétaro e Hidalgo; su terreno es de sierra. En lo que respecta a la hidrografía se encuentra posicionado en la región del Pánuco, dentro de la cuenca del río Moctezuma, y en la subcuenca del río Salado.

## Demografía
En 2020 registró una población de 427 personas, lo que corresponde al 1.10 % de la población municipal. De los cuales 231 son hombres y 196 son mujeres.
| Gráfica de evolución demográfica de Chapultepec de Pozos entre 1900 y 2020                   |
|                                                                                              |
| Población de los censos y conteos del Instituto Nacional de Estadística y Geografía (INEGI). |